# Satu Nou, Giurgiu
Satu Nou este un sat în comuna Răsuceni din județul Giurgiu, Muntenia, România. Satul se află în partea de vest a județului, în Câmpia Găvanu-Burdea.